# 세상 끝까지
《세상 끝까지》는 MBC에서 1998년 4월 6일부터 1998년 5월 26일까지 방영되었던 월화 미니시리즈이다.

## 등장 인물
- 김희선 : 한서희 역
- 류시원 : 이세준 역
- 김호진 : 장민혁 역
- 강성연 : 장유리 역
- 이종수 : 재석 역
- 김선아 : 황지영 역
- 정영숙 : 송 원장 역
- 윤유선
- 엄유신
- 김유리
- 송재호
- 김형자
- 김인태
- 김민정
- 김호영
- 김정은
- 한창호
- 차광수
- 홍민우
- 박영지
- 홍성선
- 손소영
- 구혜진
- 김세아
- 유서진
- 김일웅
- 최세환
- 박형선
- 권인선
- 김옥주
- 장미나

## 수상
- 1998년 MBC 연기대상 여자 인기상 김희선

## 참고 사항
- 원래는 1998년 3월 30일 방송 할 예정이었으나 갑작스럽게 특집드라마 피아노 방송되는 바람에 1998년 4월 6일이 방송이 바뀌었다.
- 이종원, 김원희 등이 캐스팅 물망에 한때 거론됐으나 불발됐다.
- TV드라마 폭력이 위험수위를 넘어섰다는[1] 지적이 있었다.
- 김희선과 류시원은 KBS 프로포즈 이후 9개월만에 재회했고 김호진은 KBS 목욕탕집 남자들이후 2년만에 김희선과 재회했다.
- 13,14부작 15,16부작 2주 동안 종영을 앞두고 김희선의 또 다른 작품인 수,목요일 방송되는 SBS 드라마 스폐셜 미스터 큐 시청률로 이동하게 되자 김희선 좋아하는 드라마이기도 하다.